# La Haye-Saint-Sylvestre

La Haye-Saint-Sylvestre este o comună în departamentul Eure, Franța. În 1 ianuarie 2022 avea o populație de 293 de locuitori.